# Система Гюккеля
Систе́ма Гю́ккеля (рос. система Хюккеля, англ. Huckel system) — система p-орбіталей без зміни знака або з парним числом таких змін. Термічні перициклічні реакції для таких систем дозволені, якщо загальне число електронів є 4n+2, а фотохімічні — 4n, де n = 0, 1, 2, 3,… .